# Affaire Turpin
L'affaire Turpin est une affaire criminelle de maltraitance d'enfants, mise au jour le 14 janvier 2018 au domicile d'un couple d'Américains, à Perris (Californie). David et Louise Turpin ont séquestré chez eux douze de leurs treize enfants, tout en se faisant passer pour des parents attentionnés auprès de leur famille et de la communauté à laquelle ils appartenaient, notamment en publiant sur les réseaux sociaux des photos familiales destinées à faire illusion.
David et Louise Turpin ont battu et enchaîné leurs enfants, leur ont infligé des strangulations et ne les autorisaient à prendre de bain qu’une fois par an et ne les nourrissaient qu'une seule fois par jour. Ils sont arrêtés après qu'une de leurs filles, âgée de dix-sept ans, a réussi à s'enfuir de la maison et à appeler le 911 avec un portable. Selon les autorités, l'adolescente paraissait avoir dix ans, la maltraitance et la malnutrition ayant vraisemblablement entraîné un retard de croissance. En pénétrant dans ce que les médias surnomment désormais « la maison de l'horreur », les policiers ont découvert que certains enfants étaient attachés à leur lit avec des chaînes et cadenas.
David et Louise Turpin ont comparu en première instance le 18 janvier 2018 et ont été de nouveau présentés à la justice le 23 février 2018. Ils ont plaidé « coupables » le 22 février 2019 de quatorze chefs d'accusation, selon les services du procureur de Riverside (Californie).
Le 19 avril 2019, les époux Turpin sont condamnés à la réclusion criminelle à perpétuité, avec possibilité de libération conditionnelle au bout de 25 ans.

## Les condamnés
David Allen Turpin (né le 17 octobre 1961) et Louise Ann Robinette (née le 24 mai 1969) se sont mariés en 1985 à Pearisburg, en Virginie. Âgés de 57 et 49 ans au moment de leur arrestation, ils sont les parents de treize enfants.
Louise Robinette fugue du domicile familial à 16 ans pour épouser David Turpin. Celui-ci, selon ses parents, est un ingénieur en informatique diplômé de la Virginia Tech. En 1979, il est diplômé de Princeton High School en Virginie-Occidentale. L'annuaire de 1979 de l'école le nommait trésorier du Bible Club, co-capitaine du club d'échecs et membre du Science Club and Acapella Choir.
Interviewés, les parents de David Turpin déclarent que le fait qu'ils aient une famille nombreuse vient d'un appel de Dieu.
Selon Elizabeth Flores (la sœur de Louise), Louise, leur plus jeune sœur et leur cousine Patricia sont abusées sexuellement dans leur enfance par leur grand-père. Une autre sœur de Louise Turpin, Teresa Robinette, affirme que sa mère a laissé un pédophile fortuné les abuser sexuellement, alors qu'elle était enfant, en échange d'argent. Un nouveau livre d'Elizabeth Flores décrit à quel point Louise Turpin était obsédée par la sorcellerie, les rituels sataniques et le Ouija. Mme Flores déclare que sa sœur était obsédée par les « arts démoniaques » et avait même tenté de la persuader de participer à un festival de manipulation de serpents.
Les enfants des Turpin étaient scolarisés à domicile et leur mère enregistrée dans des documents officiels comme femme au foyer. David gagnait environ 140 000 dollars par an à Northrop Grumman et disposait d'un actif d'environ 150 000 dollars. Les Turpin se sont ensuite déclarés en faillite en 2011, avec une dette de 100 000 à 500 000 dollars. Le couple quitte la région en 2010. Les enquêteurs pensent que les abus ont commencé au Texas lorsque Louise et David Turpin ont des problèmes d'argent et vivent au-dessus de leurs moyens.
Ce qui a commencé par de la négligence, selon les responsables, devient une grave maltraitance au fil des années. Si les frères et sœurs se conduisaient mal, ils étaient attachés à leurs lits en guise de punition, d'abord avec des cordes, puis avec des chaînes et des cadenas, a déclaré le procureur du district du comté de Riverside, Michael Hestrin, lors d'une conférence de presse. Les périodes pendant lesquelles les frères et sœurs étaient confinés ont augmenté avec le temps ; ils n'étaient libérés que pour utiliser la salle de bains. Un voisin de Fort Worth, Ricky Vinyard, se souvient que lorsque la famille vivait là, les frères et sœurs quittaient rarement la maison. Les lumières étaient toujours allumées et les stores souvent tirés, selon le Los Angeles Times. À Noël, huit nouveaux vélos pour enfants sont apparus à l'extérieur mais restent inutilisés jusqu'à ce qu'ils soient décolorés. La sœur de Louise Turpin, Teresa Robinette, se souvient qu'au cours des appels vidéo, ses neveux et nièces changent avec le temps, jusqu'à ce qu'elle ne soit plus autorisée à leur parler. « Ils étaient très amicaux, mais c'était une conversation très étrange à chaque fois parce qu'ils n'étaient pas vraiment bavards », a-t-elle dit sur « Megyn Kelly Today » de NBC.
Après le départ des Turpin de leur maison en 2010, des voisins visitent la propriété et y auraient trouvé des excréments, des lits attachés avec des cordes, plusieurs chats et chiens morts dans une caravane et de grandes piles de déchets autour de la propriété. Les voisins n'ont à l'époque pas fait part de ces découvertes aux autorités.
Dans leur maison californienne, dans laquelle ils emménagent en 2011, des voisins témoignent que les enfants leur semblent mal nourris et pâles.

## L'évasion
Le 14 janvier 2018, vers 6 h du matin, Jordan, une des filles du couple, âgée de 17 ans, s'échappe par une fenêtre de la maison, et avec un téléphone mobile désactivé, appelle la police en composant le 911. L'opératrice au téléphone envoie un officier de police se porter à la rencontre de Jordan qui, pour justifier son appel, montre des photos des abus et l'état de ses frères et soeurs dont certains sont attachés. Les officiers ont d'abord pensé que la jeune fille avait une dizaine d'années en raison de son aspect frêle.Vers 7 h 30 du matin, les forces de l'ordre du comté de Riverside, la police locale, ont ensuite découvert les 12 autres enfants dans des conditions d'hygiène déplorables, en état de malnutrition avancé, très sales et paraissant tous mineurs. En réalité, sept d'entre eux sont âgés de plus de dix-huit ans. Trois d'entre eux étaient enchaînés.
Les policiers ont déclaré que Louise Turpin était surprise de leur venue. Ils ont également déclaré que les parents étaient incapables de donner une quelconque explication justifiant l'état de leurs enfants.
Les six enfants mineurs, âgés de 2 à 17 ans, ont été admis à l'unité pédiatrique du centre médical régional du comté de Riverside. Le Corona Regional Medical Center a déclaré que l'établissement traitait les sept enfants adultes, les décrivant comme petits et clairement sous alimentés, mais stables et très amicaux.
Le Dr Bernard Watson, un expert en protection de l’enfance à l’Université de Huddersfield, déclare : « J'ai vu beaucoup de cas de négligence, où les enfants ne sont pas lavés ou nourris correctement. Mais les cas d’enfants torturés, où l’abus semble prémédité, sont rares. ».

## Arrestation et procès
Le 14 janvier 2018, David et Louise Turpin sont arrêtés pour suspicion de mise en danger d'enfants et actes de tortures et détenus dans une prison du comté de Riverside, sous caution de 9 millions de dollars jusqu'à leur procès. Certaines sources ont indiqué que la caution avait été initialement fixée à 12 millions de dollars pour chaque époux. La police a perquisitionné la propriété des Turpin le 17 janvier, en emportant les preuves dans des sacs en plastique noir.
Le couple a été accusé le 18 janvier de douze chefs d'accusation dont ceux de tortures, séquestrations, violences et de maltraitances d'enfants. David Turpin est également accusé d'acte obscène envers une de ses filles, âgée de moins de 14 ans.
Le 21 juin, le tribunal du comté de Riverside confirme les chefs d'accusation, qui sont au nombre de cinquante et dont auront à répondre les époux Turpin.
Le 19 avril 2019, le tribunal du comté de Riverside condamne David et Louise Turpin à la réclusion criminelle à perpétuité, avec une peine de sûreté de 25 ans,. Quatre de leurs enfants sont présents dans la salle, dont deux qui ne s'expriment que par l'intermédiaire de tierces personnes.